# Holoparamecus similis
Holoparamecus similis là một loài bọ cánh cứng trong họ Endomychidae. Loài này được Aden Belon miêu tả khoa học năm 1885.